# Voltiž

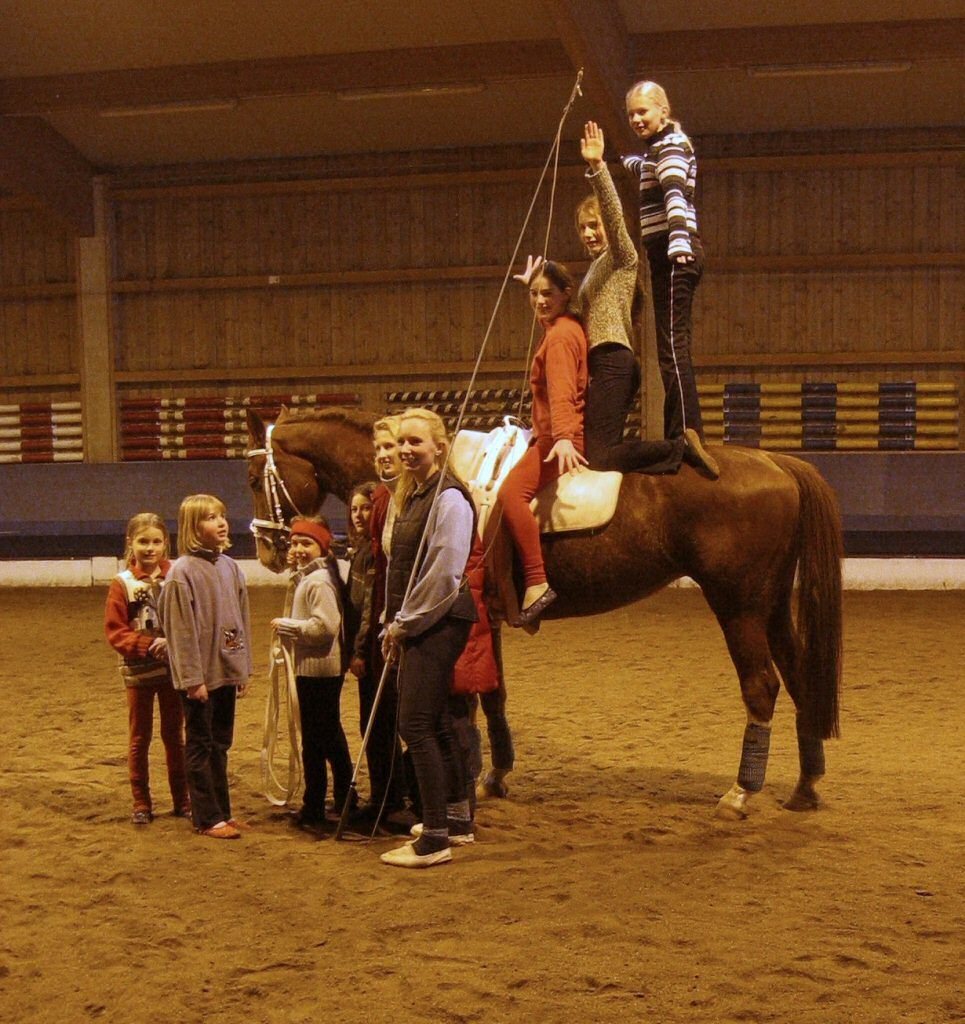
Holandský voltižní oddíl

Voltiž je nejčastěji popisována jako gymnastika a tanec na koni. A stejně jako tyto disciplíny je považována spíše za umění než soutěživý sport. Je to jedna z deseti soutěžních jezdeckých disciplín uznávaných Mezinárodní jezdeckou federací. Voltižní ježdění může sloužit také jako terapie pro děti a dospělé s poruchami rovnováhy či pozornosti, pro jedince mající problémy s hrubou motorikou nebo v sociální oblasti.

## Voltiž jako sport

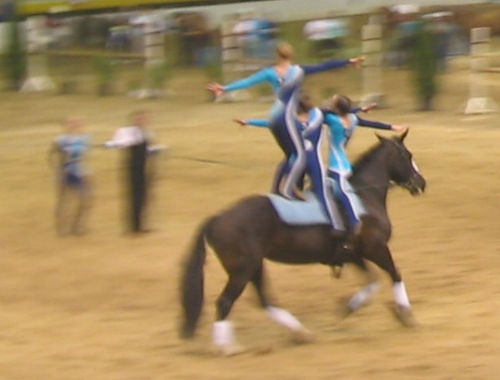
Volná sestava skupiny

Ve voltiži je možné soutěžit v kategorii jednotlivců, párů či skupin. Začátečníci závodí v kroku, ostatní cvičí na koni ve cvalu. Voltižní kůň, který je dobře vycvičen, se pohybuje v kruhu o průměru 15 metrů a je ovládán lonžérem.
Soutěže ve voltiži sestávají z povinných cviků a volné sestavy na hudbu. Povinných cviků je celkem šest: náskok, základní sed, váha, mlýn, střih, stoj a odskok. Každý cvik je ohodnocen známkou na škále od 0 do 10. Kůň je rovněž hodnocen – posuzuje se kvalita jeho chodu.
Voltižéři také soutěží ve volných sestavách. Součástí volné sestavy mohou být náskoky, seskoky, stoje na rukou, kleky, stoje a pohyby ve vzduchu jako např. salto. Ve skupinách mohou být jednotliví členové také neseni, zvedáni či dokonce vyhazováni do vzduchu. Posuzuje se typ cviku, jeho technika, obtížnost, rovnováha, bezpečnost a do úvahy se také bere kůň, který se rovněž hodnotí.

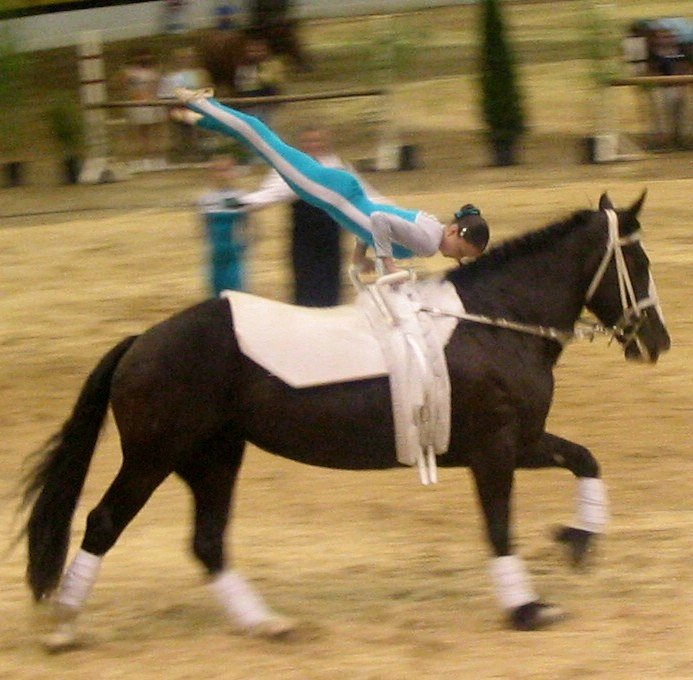
Kůň správně vybavený pro voltiž

Voltižní kůň má namísto sedla zapnutý voltižní pás a zádovou podušku. Na voltižním pásu jsou umístěna madla, která pomáhají voltižérovi při předvádění některých cviků, stejně jako kožená poutka (smyčky). Kůň má nasazenu uzdečku a vyvazovací otěže. Lonž se obvykle zapíná na vnitřní kroužek udidla.
V roce 1920 byla voltiž zařazena mezi olympijské sporty.
Vrcholová voltiž je sport, který bere divákům dech – je to téměř „extrémní“ sport, avšak obohacený o umělecké mistrovství a krásné silné zvíře. Na rozdíl od ostatních extrémních sportů je ale ve voltiži poměrně nízký výskyt úrazů.
V roce 2008 se v Brně uskutečnilo mistrovství světa ve voltiži.